# Shadow of the Beast II
Shadow of the Beast II est un jeu vidéo d'action-aventure/plates-formes développé par Reflections Interactive et édité par Psygnosis le 24 août 1990 sur Amiga. Le jeu a été converti sur Atari ST, Mega Drive, Mega-CD et FM Towns.
Il est la suite de Shadow of the Beast.

## Système de jeu
Contrairement au premier épisode, Shadow of the Beast II se veut plus profond et entraîne le joueur dans une succession d'épreuves faisant plus appel à la réflexion qu'aux réflexes. Ceci afin d'atténuer les critiques de joueurs et magazines qui avaient relevé le peu d'intérêt du premier jeu mis à part ses qualités techniques.
Cet aspect du jeu sera encore plus poussé dans sa suite : Shadow of the Beast III.

## Conversions
- 1991 - Atari ST
  - Porté par Echelon Games

- 1992 - Mega Drive
  - Porté par WJS Design
  - Édité par Electronic Artset Psygnosis

- 1994 - Mega-CD
  - Converti par Digital Developments

## Accueil
Shadow of the Beast II est d'abord publié sur Amiga, cette version du jeu récolte globalement de très bonnes notes dans la presse française. Le mensuel Joystick donne une note générale de 96% au jeu, relevant des graphismes « aussi beaux, aussi colorés et aussi fins que la première version ». Dans la mention « Animation », Joystick y met la note maximale de 20, soulignant des scrollings rapides et fluides lorsque le personnage se met à courir. Les temps de chargements du jeu sont le principal point négatif évoqué mais l'attente « vaut le résultat » selon le testeur. Note similaire pour Génération 4, qui est de 95%, le magazine relève également les temps de chargements comme point négatif mais conclut le test sur ce second épisode qui « s'avère meilleur que l'original », notamment grâce à l'inclusion de quelques éléments d'aventure.
Alain Huyghues-Lacour octroie la note de 16 à Shadow of the Beast II pour le magazine Tilt, il pointe à son tour l'attente frustrante des temps de chargement et conclut que si le titre est « légèrement moins beau » que son prédécesseur, « il offre, en revanche, un plus grand intérêt de jeu ».
Dans la presse allemande, Torsten Oppermann du magazine Aktueller Software Markt évalue le jeu avec une moyenne de 10 sur 12. Oppermann met en avant le côté technique du jeu, avec des « arrières-plans fantastiques, un super scrolling, une super animation et son d'ambiance » qui « font tourner les (co)processeurs de l'Amiga à plein régime ».
Le magazine britannique Raze donne une note de 83% au jeu, qui relève des améliorations qui ont été apportées au défilement de l'écran, à savoir l'ajout d'une parallaxe multidirectionnelle. Raze apprécie aussi la partie sonore du jeu qui possède une « multitude d'effets » mais reproche la maniabilité, qui, selon le mensuel, est « lente et imprécise » rendant les scènes d'action rapides « impossibles à maîtriser ».